# Лазарос Рота
Лазарос Рота (грч. Λάζαρος Ρότα; Катерини, 23. август 1997) је грчки фудбалер албанског порекла који тренутно наступа за АЕК из Атине. Игра на позицији десног бека.

## Успеси
АЕК
- Суперлига Грчке (1) : 2022/23.[6]
- Куп Грчке (1) : 2022/23.[7]